# Jozef Timmerman
Jozef Timmerman (Knesselare, 30 oktober 1941 – aldaar, 10 maart 2018) was een Belgische beroepsrenner van 1964 tot 1971. Eind jaren 60 was hij enkele jaren lid van Willem II - Gazelle, de ploeg van Rik Van Looy.
Hij won bij de beloften in 1962 een rit in de Ronde van België. Een jaar later won hij de Omloop Het Volk eveneens bij de beloften. Timmerman overleed op 76-jarige leeftijd.

## Overwinningen
- 1966: Grote Prijs Basse-Sambre in Auvelais.
- 1968: Ruddervoorde.
- 1970: Assebroek.

## Resultaten in voornaamste wedstrijden
| Jaar | Ronde van Italië | Ronde van Frankrijk | Ronde van Spanje |
| ---- | ---------------- | ------------------- | ---------------- |
| 1964 |                  | opgave              |                  |
| 1965 |                  | 68e                 | 22e              |
| 1966 |                  |                     | 34e              |
| 1967 | opgave           |                     |                  |
| 1968 |                  |                     |                  |
| 1969 |                  | buiten tijd         | 45e              |

| Jaar | Milaan-San Remo | Parijs-Roubaix | Parijs-Tours |
| ---- | --------------- | -------------- | ------------ |
| 1964 |                 |                | 37e          |
| 1965 |                 |                |              |
| 1966 |                 | 55e            | 53e          |
| 1967 |                 |                |              |
| 1968 |                 |                | 90e          |
| 1969 | 85e             |                | 18e          |

## Trivia
Jozef Timmerman was de grootoom van de jong overleden wielrenner Bjorg Lambrecht.